# キャナァーリ倶楽部
キャナァーリ倶楽部（キャナァーリくらぶ）は、シャ乱Qのつんく♂がプロデュースしている日本の女性アイドルユニットである。略称はキャナ。NICE GIRL プロジェクト!に参加している。所属芸能事務所はスペースクラフト。

## 概要
スローガンは「元気な日本!うちらも地域も活性だぁ」。
なお、綴りは「カナリア」（Canary）であるが、ユニット名表記は上記が正しい。
2011年6月以降は新作の音源やライブは行われておらず、現在のところ今後の活動についての具体的な公式発表もない状態が続いており、実質上活動休止中であるともいえる。ただし、活動休止や解散を明確に表明したこともない。

## メンバー
スペースクラフトの登録者からつんく♂の審査を経てメンバーが構成された。現在のメンバーは5名。今後の活動により増減したり、「CAN'S」班と「あ〜りぃず」班を入れ替えたりする事も検討されている。しかし現在公式サイトでは班名の表示はない。

### 「CAN'S」班
- 小川真奈（おがわ まな、1993年7月2日（32歳） - ）
  - 埼玉県出身。ニックネーム：おがまな
- 高田あゆみ（たかだ あゆみ、1984年10月20日（40歳） - ）
  - 千葉県出身。ニックネーム：あゆべえ

### 「あ〜りぃず」班
- にわみきほ（旧芸名、丹羽 未来帆（読みは同じ）、1989年9月27日（35歳） - ）
  - 愛知県出身。ニックネーム：みっきー
- 大浦育子（おおうら いくこ、1989年9月22日（35歳） - ）
  - 奈良県出身。ニックネーム：いくっち

### 班不明メンバー
- 持田千妃来（もちだ ちひら、1997年10月12日（27歳） - ）
  - 新潟県出身。ニックネーム：ちーちゃん
  - 2009年6月14日のキャナァーリ倶楽部コンサートにて準メンバーとして加入、同年12月25日正式メンバーへ昇格。

## 元メンバー

### 「CAN'S」班
- 杉浦里穂（すぎうら りほ、1992年2月3日（33歳） - ）
  - 愛知県出身。ニックネーム：りっぽん
  - 2009年1月12日、つんくシアター千秋楽で卒業
- 橋口恵莉奈（はしぐち えりな、1996年11月18日（28歳） - ）
  - 千葉県出身。ニックネーム：えり〜な
  - 2009年6月14日、キャナァーリ倶楽部コンサートで卒業
  - 現芸名・仙波以都

### 「あ〜りぃず」班
- 内田由麻（うちた ゆま、1994年11月7日（30歳） - ）
  - 茨城県出身。ニックネーム：うっちぃ
  - 2010年3月21日、チャレンジライブで卒業
- 岡田怜子（おかだ れいこ、1993年6月19日（32歳） - ）
  - 埼玉県出身。ニックネーム：おっきゃん
  - 2011年5月1日、キャナァーリ倶楽部コンサートで卒業
- 松井友里絵（まつい ゆりえ、1988年4月6日（37歳） - ）
  - 東京都出身。ニックネーム：まっちゃん
  - 2011年5月1日、キャナァーリ倶楽部コンサートで卒業

## 活動

### 2007年
- 3月3日、ユニット発足。
- 5月3日、1stシングルを発売。
- 6月9日、ガールズ♀ギャラリーにてイベントを開催。
- 6月30日、渋谷C.C.Lemonホールにおいて行われたギャルルの新曲発売記念無料コンサートに応援ゲストとしてギャルメイクで出演した。
- 9月22日 - 24日、全電通ホールにて行われた「つんく♂THEATER」第四弾『あぁ 女子合唱部〜栄光のかけら〜』に出演。
- 10月15日、NICE GIRL プロジェクト!への参加がつんく♂により発表される[1]。

### 2009年
- 1月12日、 杉浦里穂が卒業。
- 6月14日、橋口恵莉奈が卒業。同時に持田千妃来が準メンバーとして加入。
- 12月25日、持田千妃来が正式メンバーに昇格。

### 2010年
- 3月12日、内田由麻が卒業。
- 8月4日、6枚目のシングル「ダイスッキ!」を発売。

### 2011年
- 5月1日、岡田怜子と松井友里絵が卒業。
- 5月、TNXとの業務委託マネージメント契約が終了。同時に、にわ・小川・大浦・高田が所属元に戻り、新たに個別活動もスタートさせる。

### 2018年
- 10月4日、約7年振りの活動、TNX主催『It’s a Girl’s Pop World!』に出演。

## ディスコグラフィ

### DVD

#### ミュージッククリップ
1. シングルV「SWEET & TOUGHNESS（スイート&タフネス）」（2007年6月27日、GFV-31301）
2. シングルV「青春万歳!」（2007年8月29日、GFV-31302）
3. シングルV「FAITH!（フェイス）」（2008年2月6日、GFV-31303）
4. シングルVクリップ集「キャナァーリ倶楽部シングルVクリップス①」（2008年9月10日、GFV-31305）
  - 4thシングル「ニシキカザレ」、5thシングル「瞳がキラキララ」のミュージッククリップも収録。

#### コンサート
1. キャナァーリ倶楽部2008秋～渋谷でキラキララ～（2009年2月27日、BIBE-7723）

#### イメージビデオ
1. 元気だ！水着だ！サイパンだ！（2008年7月25日、LPFD-126）
2. 初めてのサイパンひとりじめ！（2008年7月25日、LPFD-127）

## 出演番組

### テレビ
- ISHIMARU DASH on TV（エンタ!371、2007年5月18日 - 10月19日）
- HOLLYx2☆POP☆TV+（テレビ埼玉、2007年8月5日 - 10月21日）
- 脳天イライラクイズ（日本テレビ、2008年4月12日 - ）
- うたなび!（TOKYO MX他、2008年10月第1週 - 2010年9月）

### ラジオ
- THEポッシボーロビンとキャナァーリ倶楽部みっきーのポッシきゃな?（CBCラジオ、火曜23:30〜24:00、2008年4月1日 - 2011年4月2日） - 丹羽未来帆が担当 2010.1.5より、みっきーから、いくっちにバトンタッチ。
- ポッシとキャナのナイスキッス!（Kiss-FM KOBE、土曜21:00〜21:30、2008年9月6日 - 2009年7月25日） - 大浦育子が担当
- キャナァーリ倶楽部〜以心伝心〜（TBSラジオ、毎週月曜21:40頃〜、2009年4月6日 - 2010年9月20日）※ポッドキャストでも配信
- 小川真奈のラジオティーネイジブルース（JFN系列、2010年4月2日 - 9月24日） - 小川真奈が担当